# Barnard 86
Barnard 86 är en mörk nebulosa ungefär 6000 ljusår från jorden i stjärnbilden Skölden. Den upptäcktes av Edward Emerson Barnard, som beskrev den som en “droppe bläck på den lysande himlen”. Den är en Bok-globul.